# Ismael Montes
Ismael Montes Gamboa (ur. 5 października 1861, zm. 16 października 1933) – boliwijski generał i polityk.
W 1899 uczestniczył w przewrocie liberałów pod wodzą Manuela Pando, który obalił rząd konserwatystów. Dzięki temu zyskał wpływ na politykę kraju najpierw jako minister wojny (1904-1909), a następnie jako prezydent Boliwii z ramienia Partii Liberalnej od 14 sierpnia 1904 do 12 sierpnia 1909 oraz od 14 sierpnia 1913 do 15 sierpnia 1917. Od 1911 do 1913 był ambasadorem kraju w Wielkiej Brytanii, od 1917 do 1920 - we Francji. Później do 1928 przebywał na emigracji.